# Agua de Chepe
Agua de Chepe är en ort i Mexiko.   Den ligger i kommunen Tancítaro och delstaten Michoacán de Ocampo, i den södra delen av landet, 300 km väster om huvudstaden Mexico City. Agua de Chepe ligger 1 749 meter över havet och antalet invånare är 134.
Terrängen runt Agua de Chepe är kuperad åt sydost, men åt nordväst är den bergig. Runt Agua de Chepe är det ganska tätbefolkat, med 72 invånare per kvadratkilometer. Närmaste större samhälle är Nuevo San Juan Parangaricutiro, 16,5 km nordost om Agua de Chepe. I omgivningarna runt Agua de Chepe växer huvudsakligen savannskog.